# Нахованд
Нахованд (на персийски: نهاوند, може да се транскрибира също като Нахаванд, Нахавенд) е град в Иран, остан Хамадан. Намира се южно от Хамадан, източно от Малайер и северозападно от Боруджерд. Нахованд е един от най-старите съществуващи и до днес градове в Иран.

## История
Градът е създаден от Дарий I в Мидия, близо до ахеменидските градове Апамеа и Ксеркс. Градът е бил на границата на Мидия и е бил преоткрит от Ксеркс I. Център е на империята на Хосро I. След като е разбит от антиохийците, той е принуден на преименува своята столица на „Антиохия“. След битката при Нахованд през 642, Сасанидска Персия окончателно пада в арабски ръце. Някои известни личности, които са родени в Нахованд, са Бенджамин Нахаванди, ключова фигура в караизма в началото на Средновековието и астрономът от 8 век Ахмед Нахаванди, който работел в Гундишапурската академия. Според преброяването от 2005 населението на града е 77 206 души.

## Име
Името на Нахованд често се сменя през вековете. Настоящото име Нахованд (на персийски: نهاوند) може да се транскрибира и като Нахаванд, Нахавенд, Нехаванд, Нихаванд или Нехавенд. Преди се е казвал Мах-Нахаванд, Лаодисея (на гръцки: Λαοδικεια, арабска транскрипция: Ладхикийя), също така транскрибирано като Лаодикея, Лаодисея в Мидия, Лаодисея в Персия, Антиохия в Персия, Антиохия на Хосро (на гръцки: Αντιόχεια της Μηδίας), Немаванд и Нифаунда.